# توسفتا
توسفتا(در لغت عبری תוספתא به معنی «اضافی») مجموعه‌ای از باریتاهای عالمان عصر میشنا و تنّائیم است. توسفتا مانند میشنا شش بخش دارد و هر بخش آن به رساله‌ها و فصل‌ها و هلاخاها تقسیم می‌شود. باریتاها توسفتا کاملاً موازی و مشابه هلاخاهای میشنا هستند؛ اما فقط تا حدی در سبک و اصطلاحات متفاوت‌اند؛ باریتاها داده‌ها و موضوعات جدیدی را به هلاخاها می‌افزایند که با موضوعات مطرح شده در هلاخا مرتبط‌اند. میزان آگاداها در توسفتا کم است.